# Velhartické lípy
Velhartické lípy jsou dvě památné lípy velkolisté (Tilia platyphyllos) u fary ve Velharticích, severozápadně od Sušice v okrese Klatovy. Rostou v nadmořské výšce 670 m. Jsou staré dvě stě a tři sta let, jejich kmeny mají obvod 400 a 260 cm, obě koruny dosahují do výšky 24 m (měření 1984). Lípy jsou chráněny od roku 1985 pro svůj vzrůst a jako krajinná dominanta.

## Stromy v okolí
- Lípa na návsi v Malonicích
- Malonická lípa
- Dub u Malonic
- Tajanovská borovice
- Nemilkovský dub
- Chrástovský dub
- Dub u Dvora

## Galerie

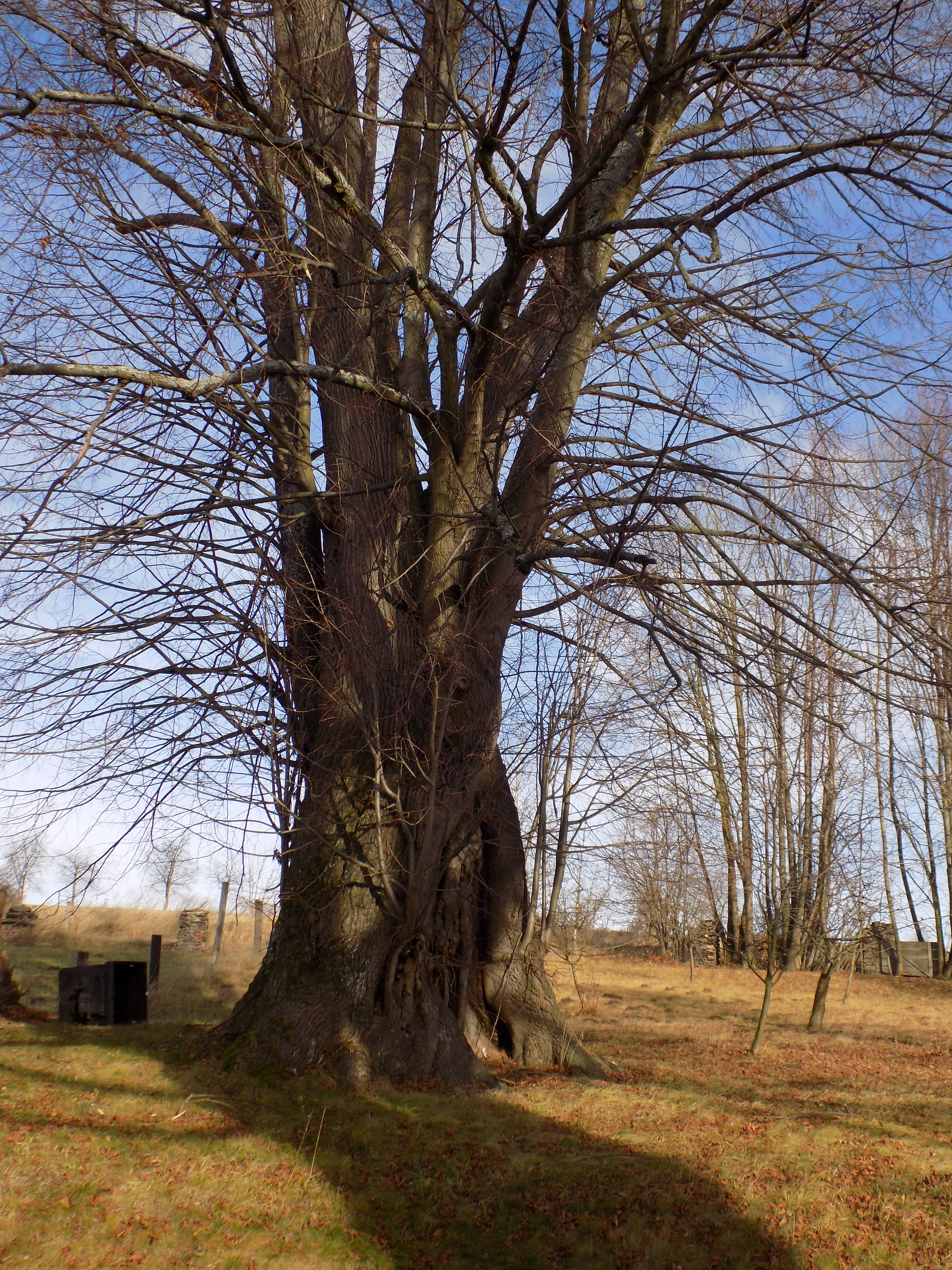
Kmen lípy 1
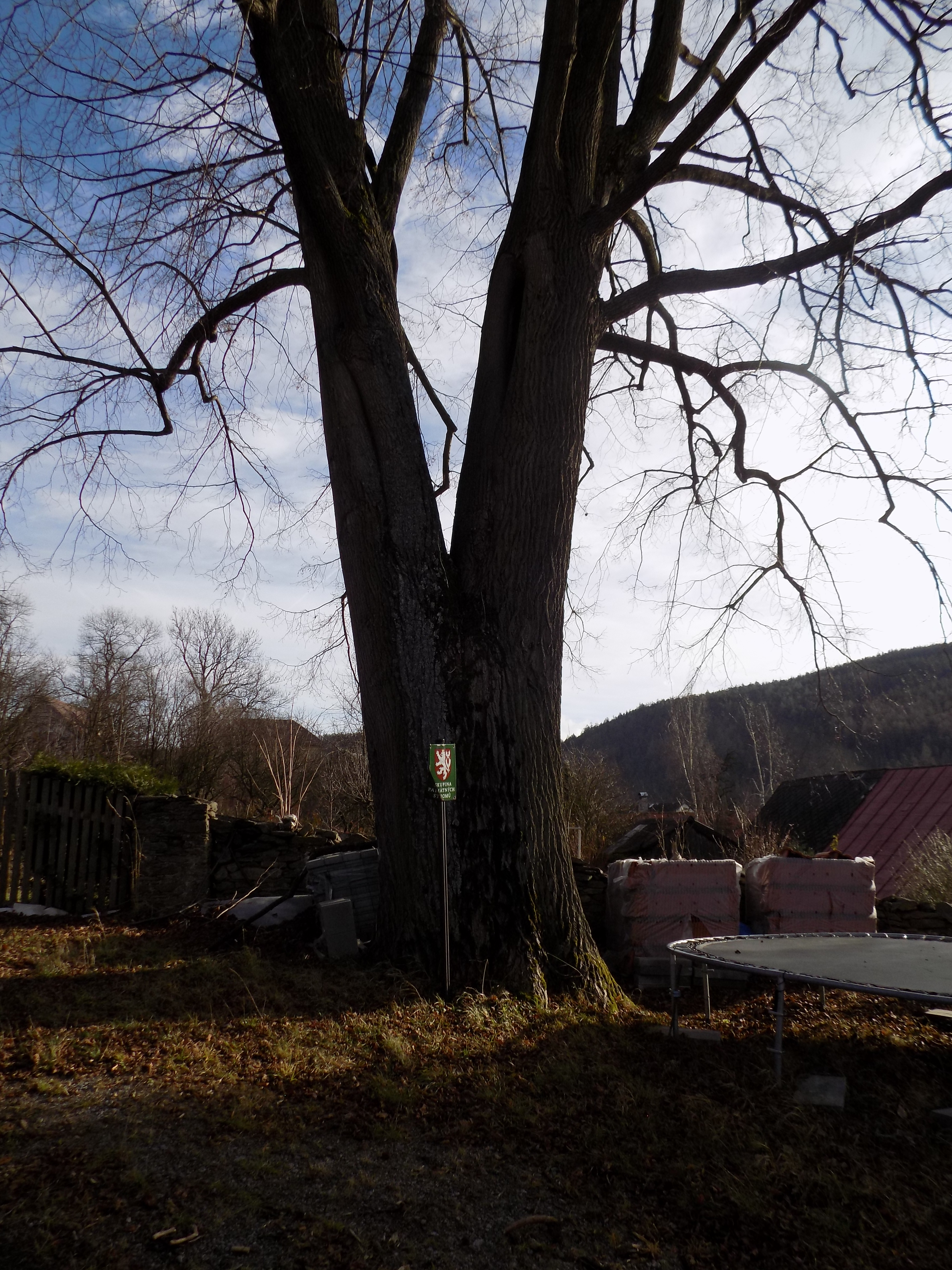
Kmen lípy 2
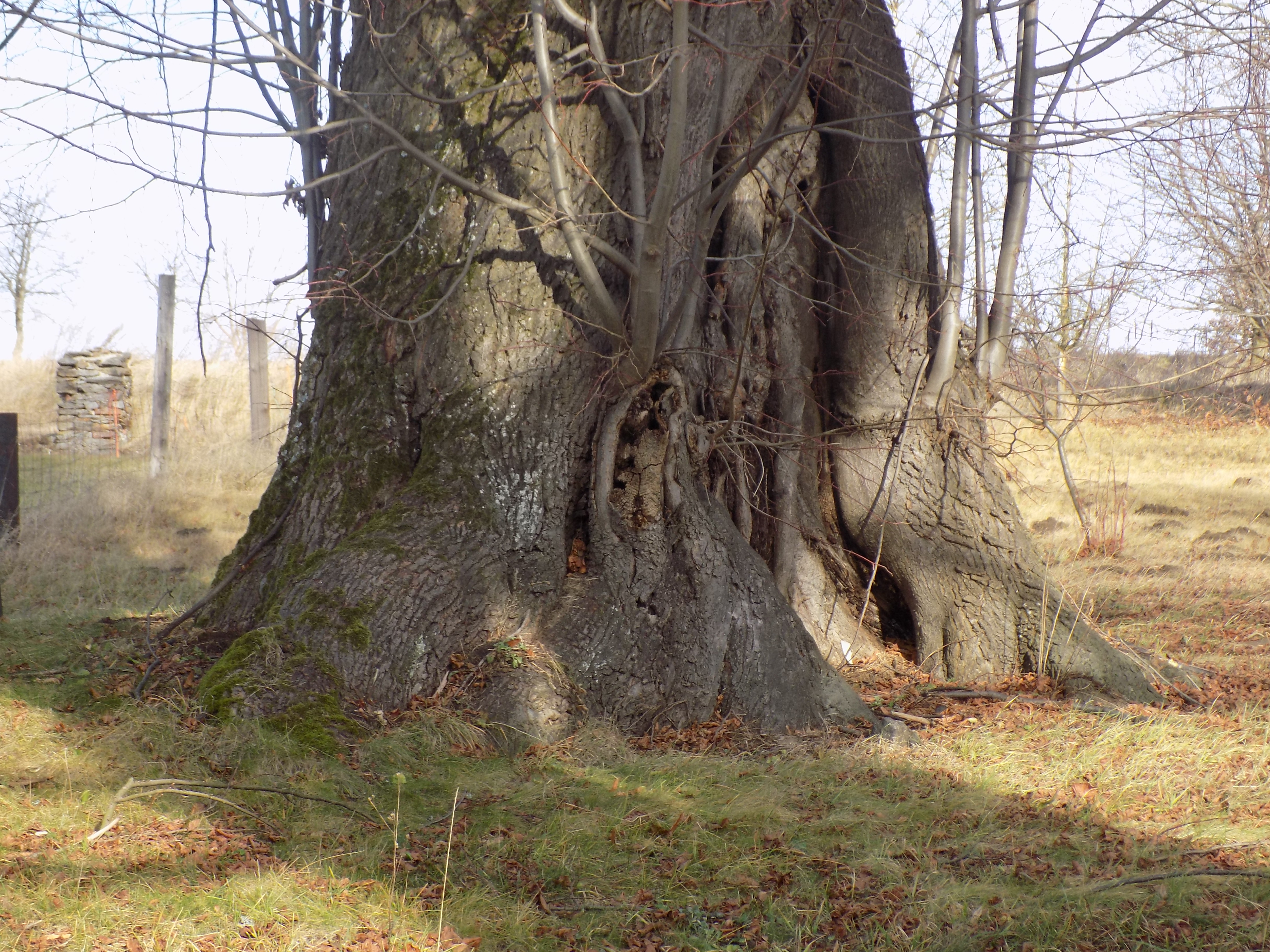
Pata lípy 1
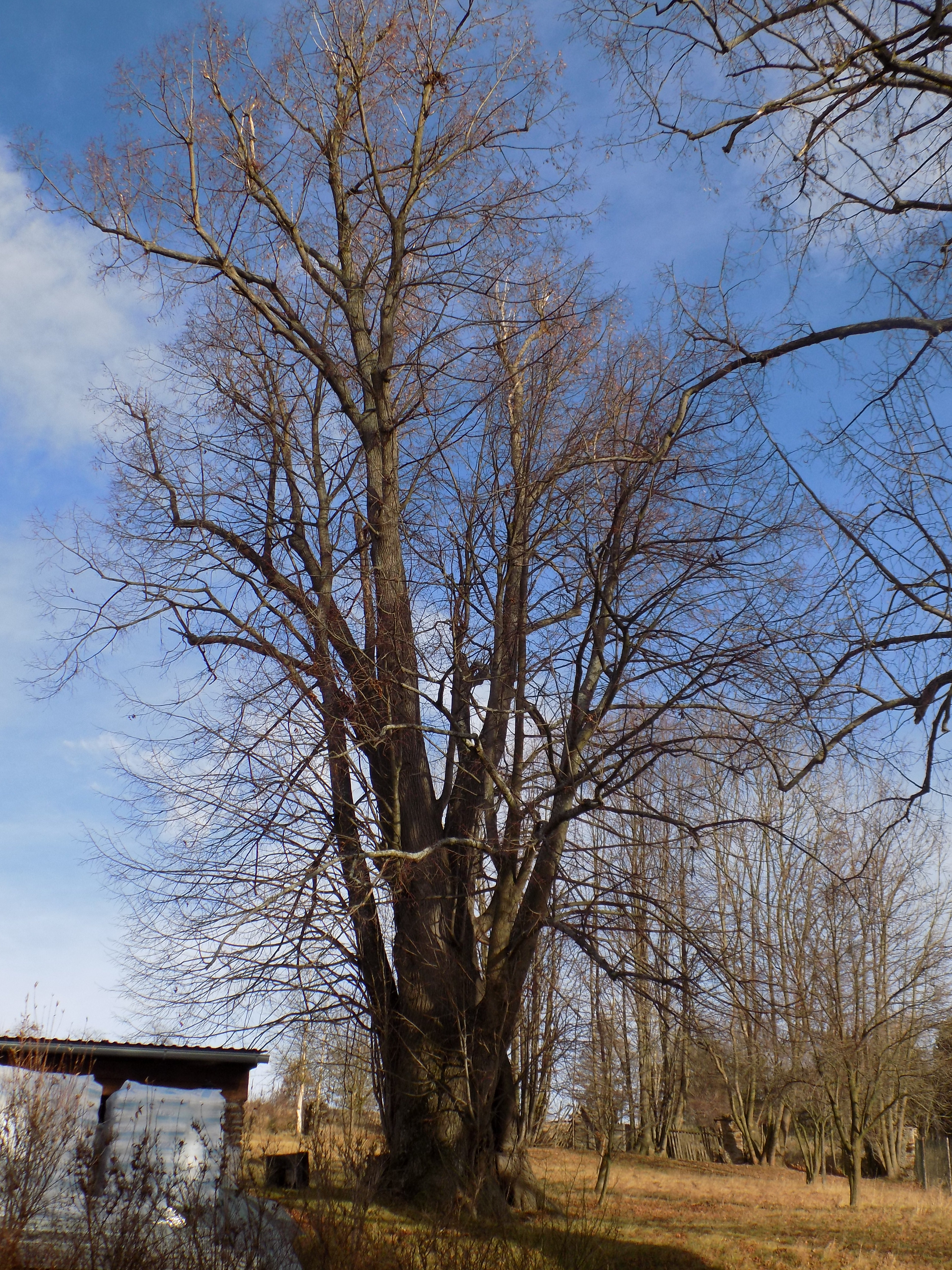
Velhartická lípa 1
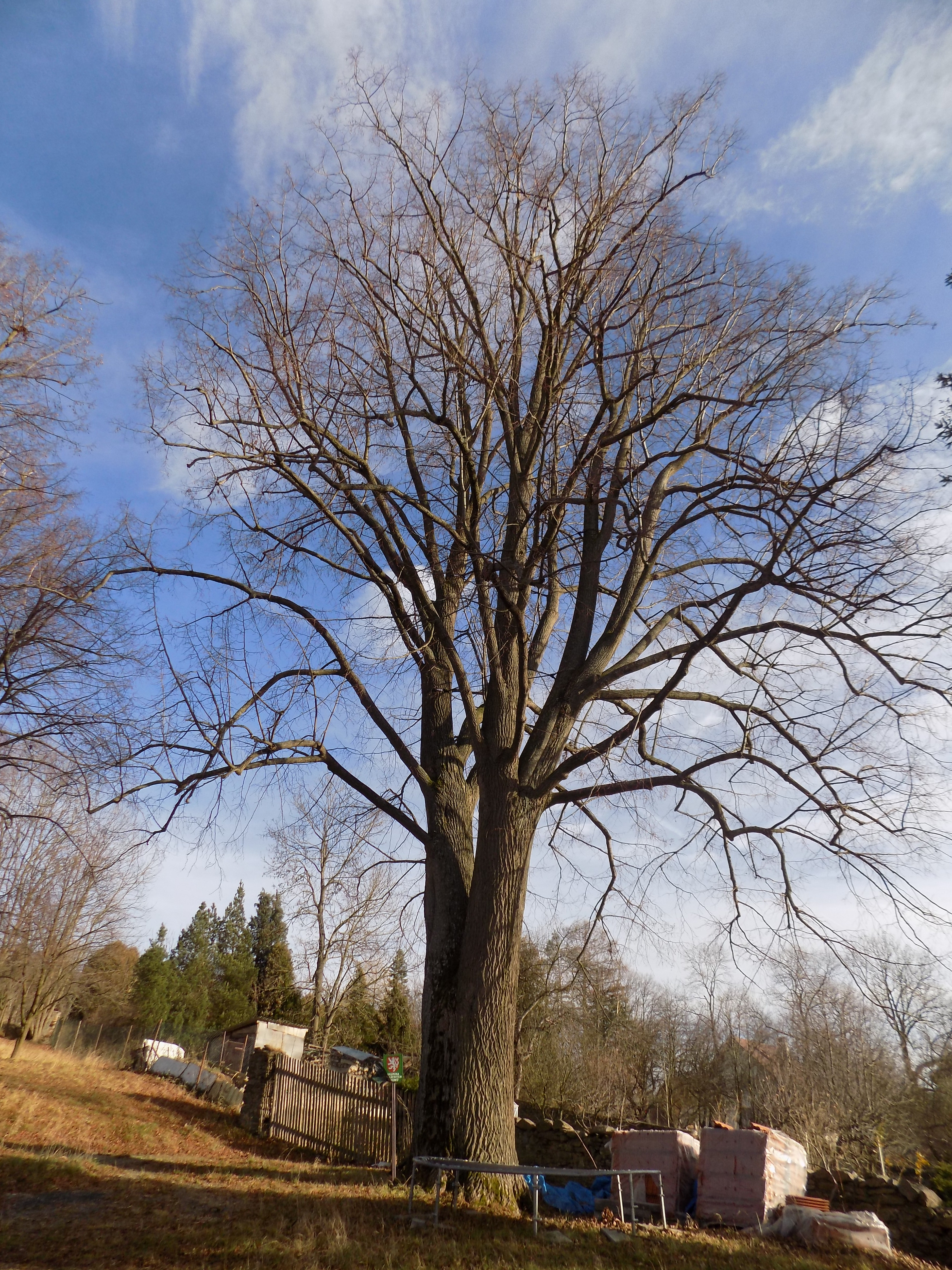
Velhartická lípa 2